# Apocalypse: From Us
Apocalypse: From Us es el octavo EP coreano del grupo femenino de Corea del Sur Dreamcatcher. Fue lanzado el 24 de mayo de 2023 por Dreamcatcher Company. El álbum incluye cinco pistas, incluido el sencillo principal «Bonvoyage». Este álbum corresponde a la tercera entrega de la serie "Apocalypse", después del séptimo miniálbum del grupo Apocalypse: Follow Us de 2022.

## Antecedentes y lanzamiento
El 31 de marzo de 2023, la compañía discográfica de Dreamcatcher anunció el lanzamiento de la última entrega de su trilogía 'Apocalipsis' en mayo del mismo año. El 1 de mayo, Dreamcatcher reveló su primer adelanto conceptual titulado Mystery Code, donde se aprecia una imagen publicada con seis fotos Polaroid, notas coloridas decoradas con alfabetos y notas post-it sobre un césped. El 3 de mayo se publicó un calendario del próximo lanzamiento, que reveló que el grupo lanzará su octavo miniálbum titulado Apocalypse: From Us, el 24 de mayo de 2023.
Del 8 al 12 de mayo de 2023 fueron publicados periódicamente imágenes promocionales individuales y grupales, mientras que el 15 de mayo se anunció la lista oficial de canciones, confirmando que el miniálbum contendría cinco pistas, incluyendo su sencillo principal bajo el título de «Bonvoyage».
El 19 de mayo será publicado un medley con las canciones del nuevo álbum y cuatro días más tarde será lanzado el primer trailer del vídeo musical de su sencillo principal.

## Lista de canciones
| CD / Descarga digital |                  |                         |                                        |                                        |          |  |
| N.º                   | Título           | Letras                  | Música                                 | Arreglos                               | Duración |  |
| 1.                    | «Intro: From Us» |                         | Ollounder, Buddy, Peperoni, Oliv, Door | Ollounder, Buddy, Peperoni, Oliv, Door | 1:08     |  |
| 2.                    | «Bonvoyage»      | Ollounder, Door, Maddox | Ollounder, Peperoni, Buddy, Oliv, Door | Ollounder, Peperoni, Oliv, Buddy       | 3:33     |  |
| 3.                    | «Demian»         | Ollounder, Door, Maddox | Ollounder, Buddy, Peperoni, Oliv, Door | Ollounder, Buddy, Peperoni, Oliv       | 2:59     |  |
| 4.                    | «Propose»        | Ollounder, Door, Maddox | Ollounder, Peperoni, Oliv, Buddy, Door | Ollounder, Peperoni, Oliv, Buddy       | 3:12     |  |
| 5.                    | «To. You»        | Ollounder, Door         | Ollounder, Buddy, Peperoni, Oliv, Door | Ollounder, Buddy, Peperoni, Oliv       | 3:25     |  |
| 14:20                 |                  |                         |                                        |                                        |          |  |

## Historial de lanzamiento
| País          | Fecha              | Formato                         | Sello                             |
| ------------- | ------------------ | ------------------------------- | --------------------------------- |
| Corea del Sur | 24 de mayo de 2023 | CD, descarga digital, streaming | Dreamcatcher Company, Genie Music |